# Верхні Осельки
Верхні Осельки (рос. Верхние Осельки) — присілок у Всеволожському районі Ленінградської області Російської Федерації.
Населення становить 1918 осіб. Належить до муніципального утворення Лесколовське сільське поселення.

## Історія
Від 1 серпня 1927 року належить до Ленінградської області.

## Населення
| 1939  | 1958  | 1990  | 1997 | 2002  | 2007  | 2010  |
| ----- | ----- | ----- | ---- | ----- | ----- | ----- |
| 183   | ↗1003 | ↗1072 | ↘978 | ↗1009 | ↗1094 | ↗1474 |
| 2013  | 2017  |       |      |       |       |       |
| ↗1724 | ↗1918 |       |      |       |       |       |